# Réserve naturelle de l'Altaï
La réserve naturelle de l'Altaï  (en russe : Алтайский заповедник, Altaïski zapovednik) est une réserve naturelle d'État située en fédération de Russie dans les montagnes de la Sibérie méridionale. Elle a été instituée le 7 octobre 1967 dans les limites de l'ancienne réserve fondée en 1932 et supprimée en 1951. Elle fait partie des territoires administratifs du raïon de Tourotchak et du raïon d'Oulagan dépendant de la république de l'Altaï. Elle s'étend depuis 1981 sur 881 238 hectares, sur une longueur nord-ouest et sud-est de 230 kilomètres et une largeur de 30 à 75 kilomètres.
Les territoires de la réserve naturelle de l'Altaï et de la réserve naturelle de Katoun ont été inclus en 1998 à la liste du patrimoine mondial de l'Unesco sous l'appellation de « montagnes dorées de l'Altaï » et en 2009 au titre de réserve de biosphère. C'est l'une des réserves les plus importantes de Russie, puisqu'elle recouvre 9,4 % du territoire de la république de l'Altaï.

## Géographie

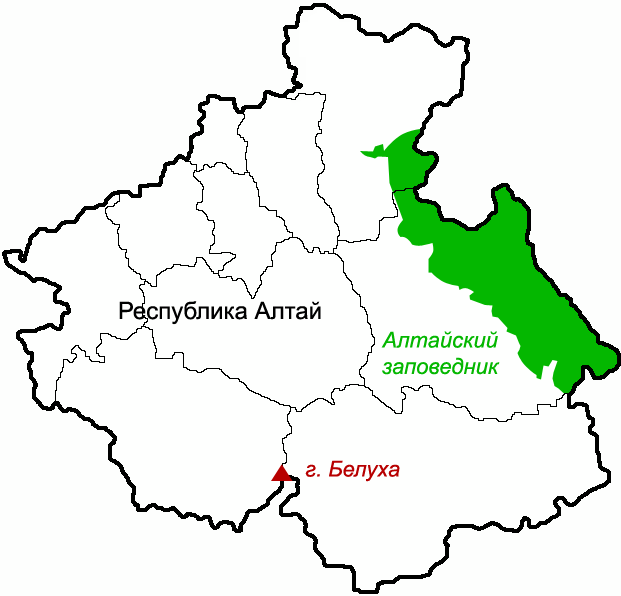
Emplacement de la réserve

La réserve naturelle, au climat continental, est délimitée par des chaînons montagneux dont les sommets sont au nord le mont Torot (à la frontière de la chaîne d'Abakan et s'en séparant presque à angle droit) et la chaîne d'Abakan (avec la montagne Sadonskaïa de 2 890 mètres d'altitude). Au sud, elle est délimitée par les monts Tchikhatchov (avec le mont Guétédeï de 3 021 mètres); à l'est, par le Chapchal (avec la montagne Tochkalykaïa de 3 507 mètres). Quelques massifs montagneux se trouvent aussi au milieu de la réserve, comme le Kourkouré (avec le mont Kourkourébaji de 3 111 mètres), le Tetykol qui monte jusqu'à 3 069 mètres, le Tchoulychman (avec le mont Bogoïach de 3 143 mètres). La rivière Tchoulychman marque la limite occidentale de la réserve, ainsi que le lac Teletskoïe.
Plus de 20 % de la réserve sont recouverts de sommets, de crêtes et de zones rocheuses. La réserve est pratiquement inaccessible, avec la route d'Oulagan et ne comporte en son sein qu'une seule petite route qui relie le village de Biïka au village de Iaïliou et quelques rares sentiers permettant aux gardes forestiers et aux employés de la réserve de circuler. Le village de Bélé n'est accessible que par bateau ou sentier.
L'entrée de la réserve ne se fait que sur autorisation de l'administration qui délivre un laissez-passer spécial, notamment pour les scientifiques.

### Hydrologie

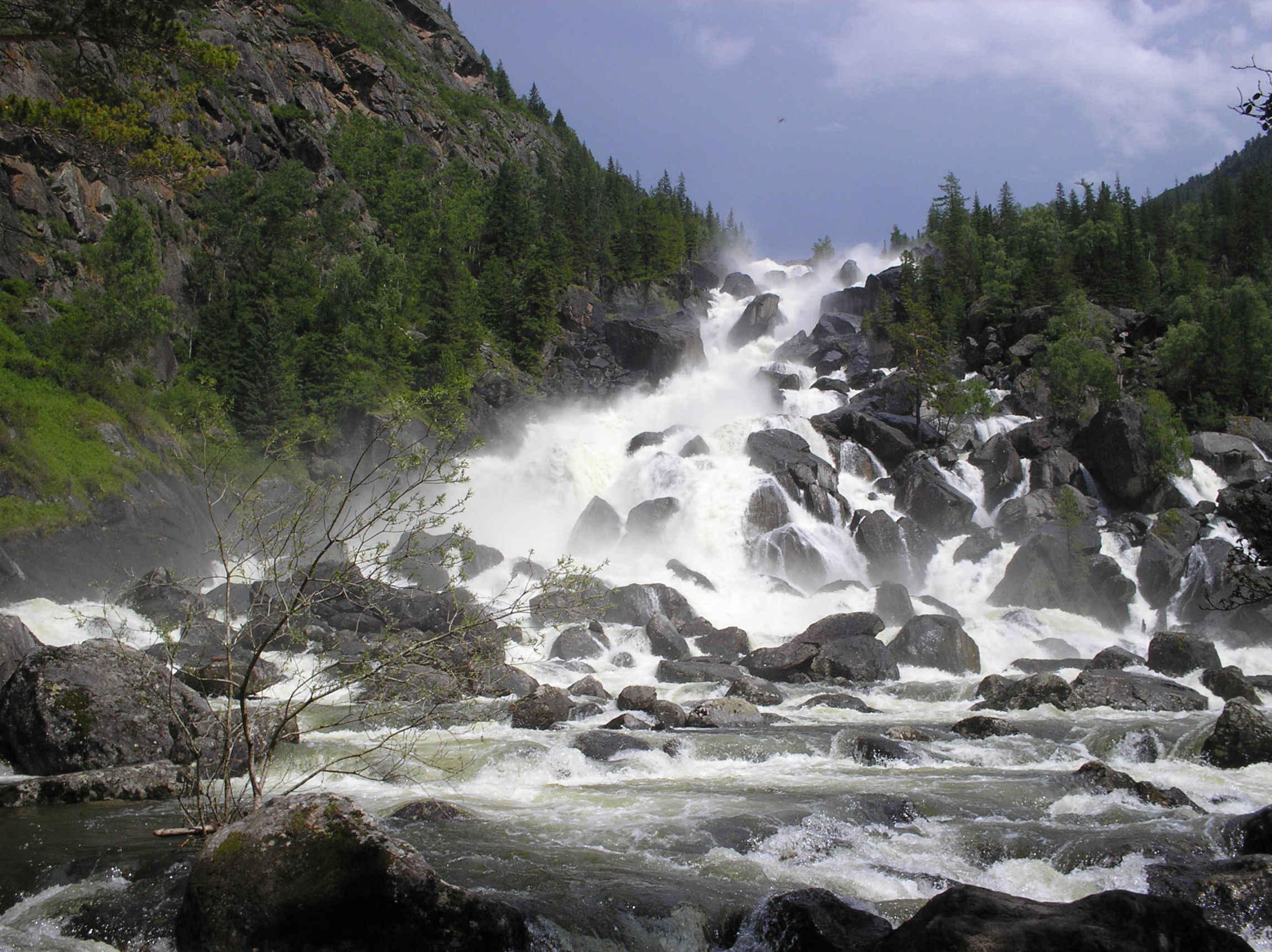
Vue de la cascade de la Tchoultcha

Le nombre de lacs de plus d'un hectare est élevé, puisque la réserve en compte 1 190. La chute d'eau (ou cascade) la plus importante de l'Altaï se trouve sur la rivière Tchoultcha, à huit kilomètres avant qu'elle ne se jette dans la rivière Tchoulychman. Elle tombe sur cent soixante mètres. C'est l'un des rares lieux de la réserve ouvert aux touristes.
Toute la rive droite du lac Teletskoïe appartient à la réserve, ainsi que 22 000 hectares de son aquatorium.

## Flore et faune

### Flore
La flore de la réserve est extraordinairement riche et variée. On trouve plus de cinq cents espèces d'algues et de lichens et mille quatre cent-quatre-vingts espèces de plantes. La forêt est essentiellement de conifères, avec le mélèze de Sibérie, le pin de Sibérie, le sapin de Sibérie, etc. On trouve trente-quatre espèces de mousses, de champignons, de lichens et de plantes racinaires figurant dans le livre rouge de Russie et le livre rouge de l'Altaï. Plus de deux cents espèces sont endémiques, aussi bien de steppe, de forêt, de haute montagne, que de rivière.

### Faune
Parmi les mammifères, on trouve onze espèces insectivores; sept espèces de chauves-souris; trois espèces lagomorphes et treize de rongeurs; seize espèces carnivores dont l'ours brun, le lynx, la loutre, le glouton, la zibeline, le vison de Sibérie; l'écureuil est largement répandu, ainsi que huit espèces d'herbivores, l'élan, le renne sauvage, le cerf élaphe, l'ibex de Sibérie, le mouflon des montagnes, le chevreuil de Sibérie et le porte-musc de Sibérie.
Le léopard des neiges se rencontre rarement. Il fait partie de la liste des espèces menacées et habite dans la haute montagne, au-dessus de la ceinture des forêts.
On répertorie ici également trois cent vingt-trois espèces d'oiseaux dont le lagopède des saules, le grand tétras, la caille et la gélinotte, ainsi que le rare koulik. Parmi les oiseaux menacés, sont inscrits au livre rouge le héron cendré, la cigogne noire, le cygne chanteur, la mouette pygmée, l'étourneau roselin, le tétraogalle de l'Altaï, le pygargue à queue blanche, l'aigle royal, le faucon pèlerin et le balbuzard pêcheur.
On rencontre six genres de reptiles, dont des vipères et des colubridés et toute sorte de lézards. Les invertébrés sont représentés par près de quinze mille espèces et les poissons par dix-huit espèces.

## Galerie

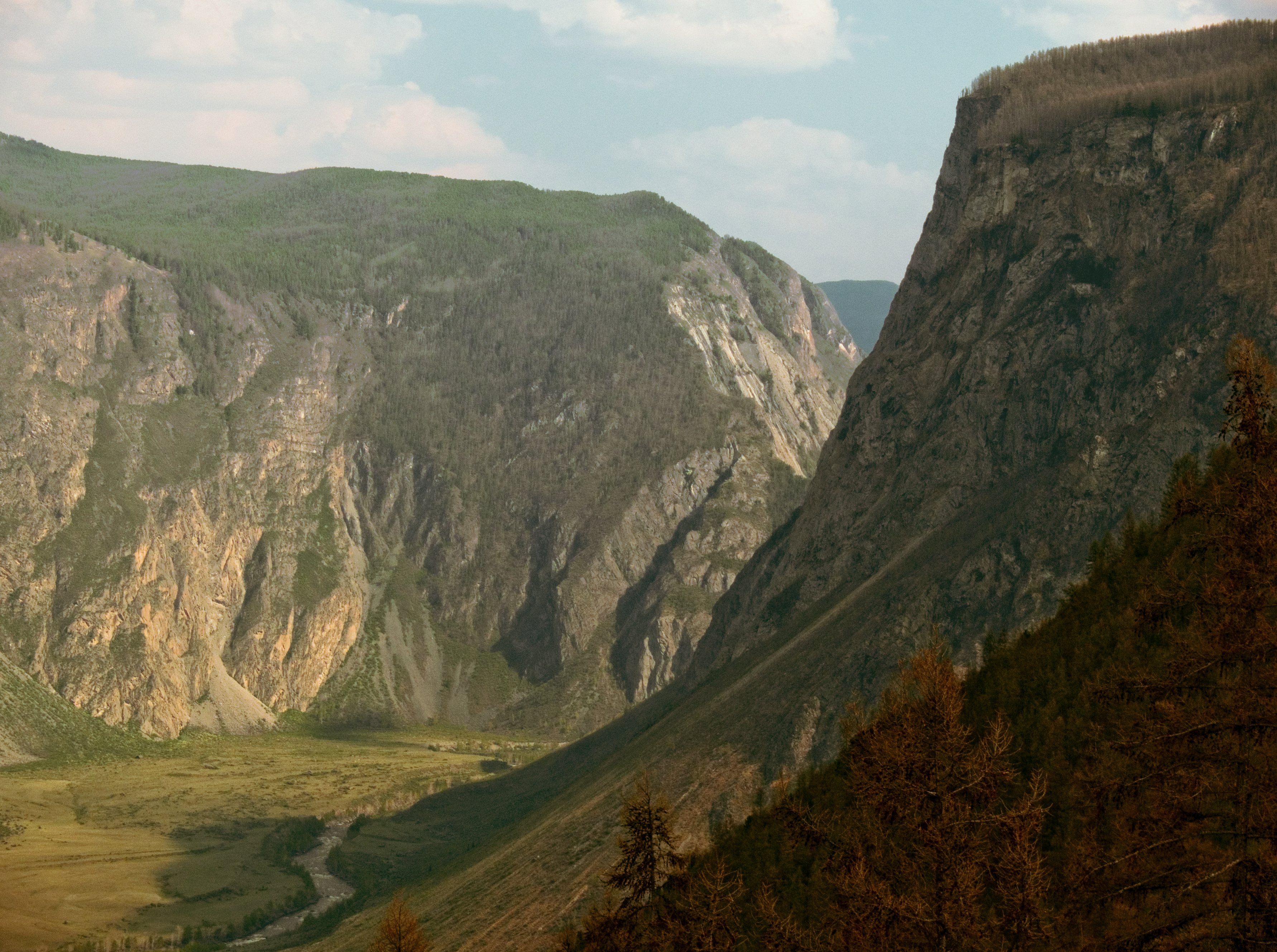
La rivière Tchoulychman au col de Katou-Iaryk avant de se jeter dans le lac Teletskoïe
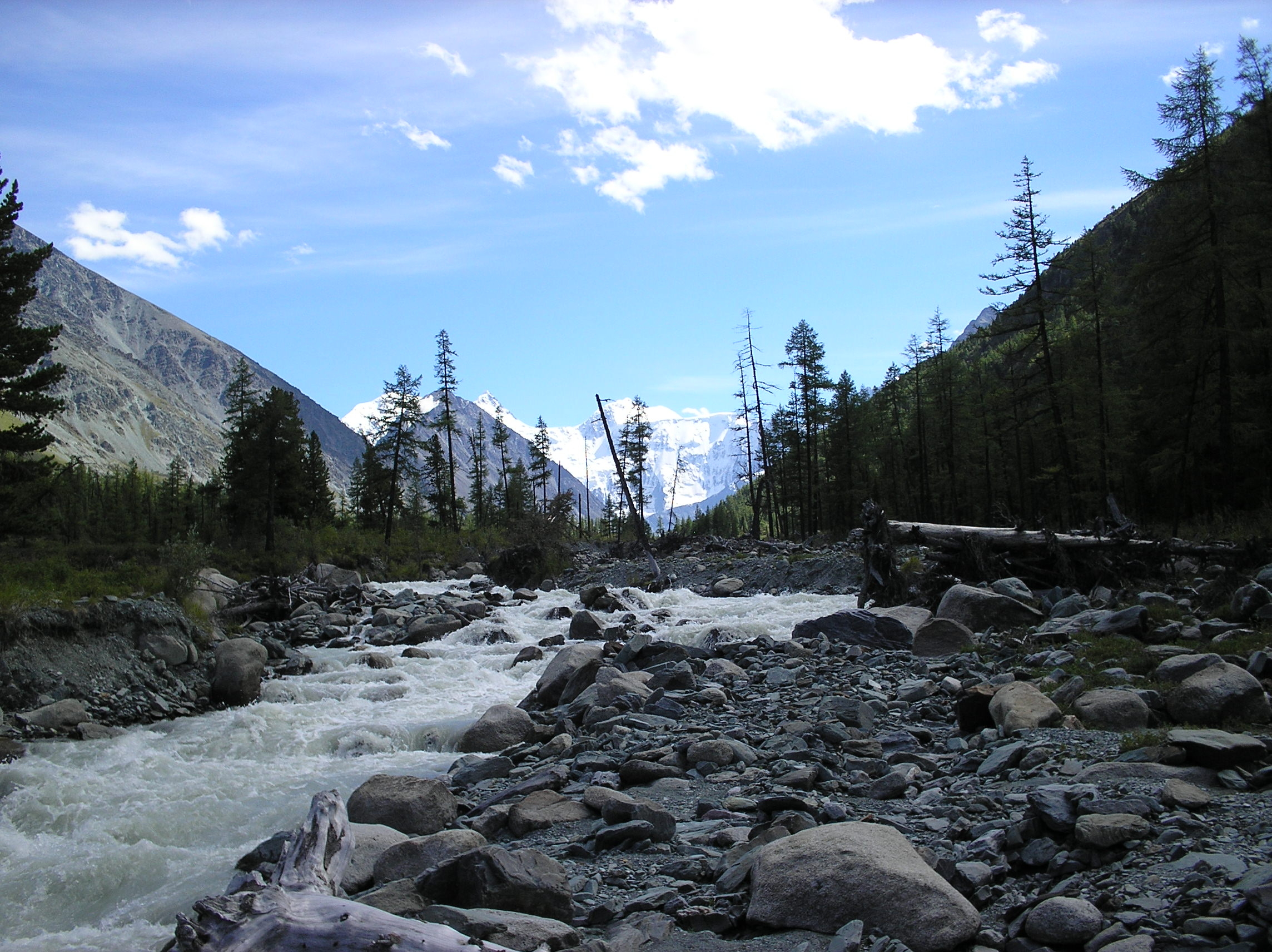
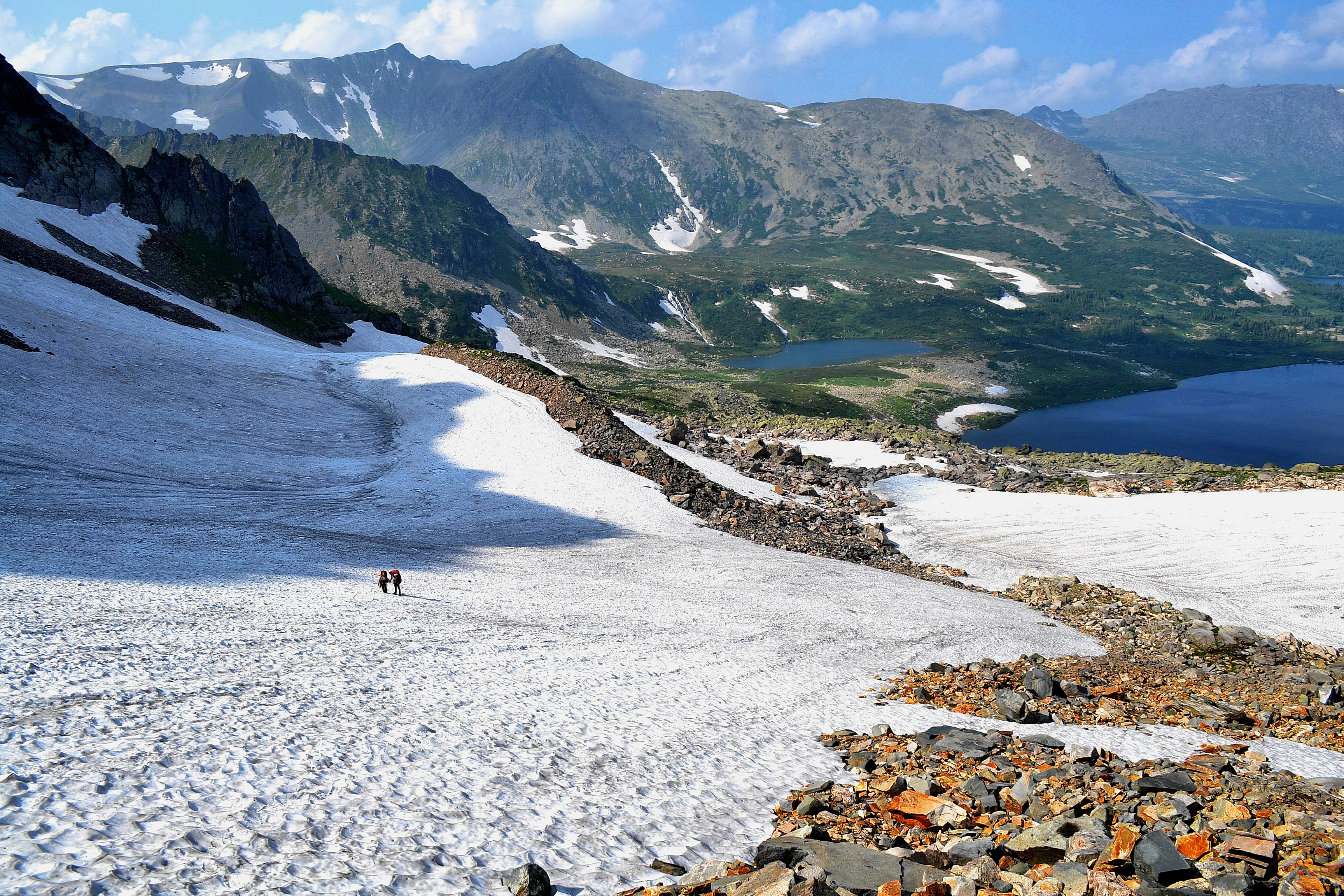
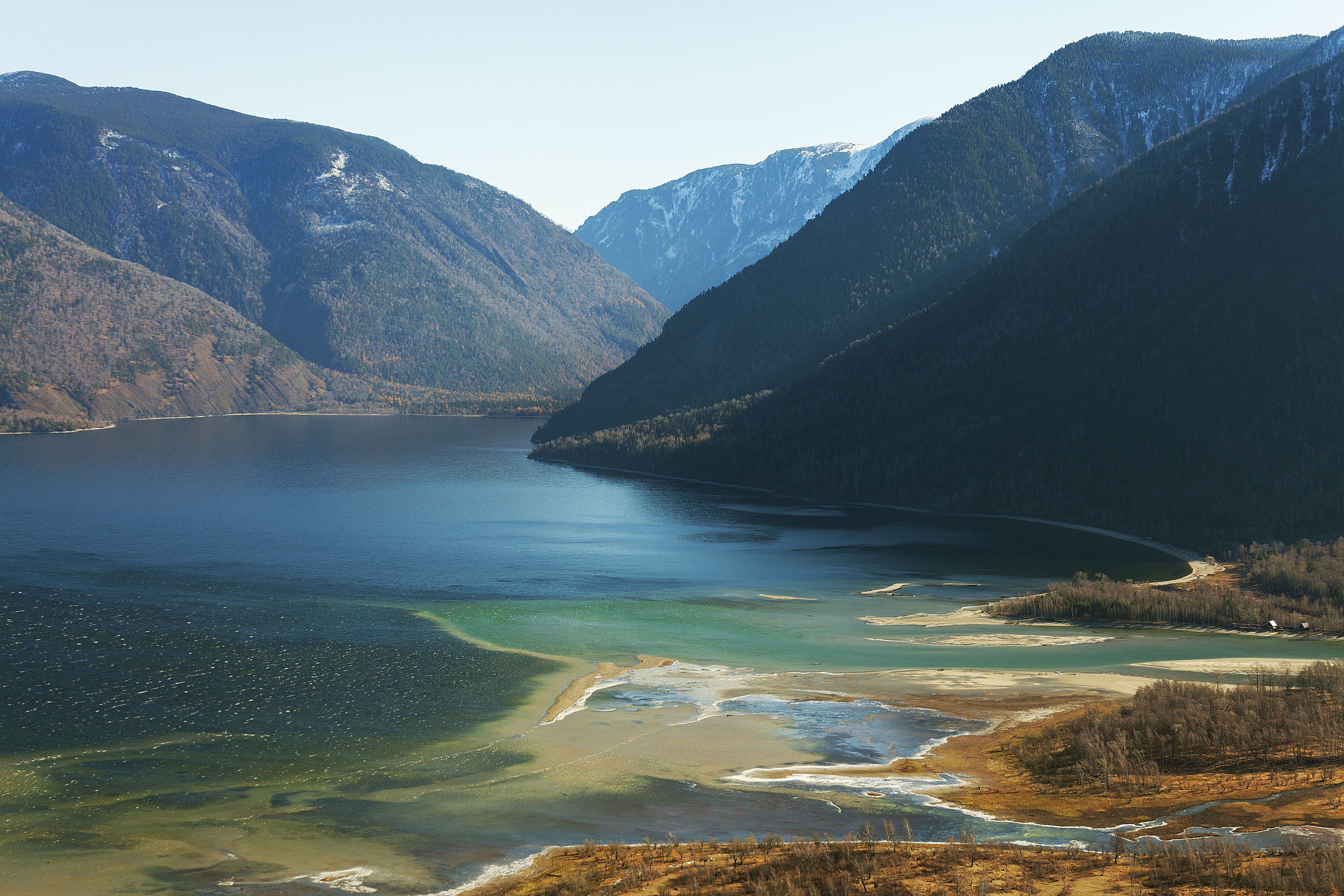
Lac Teletskoïe
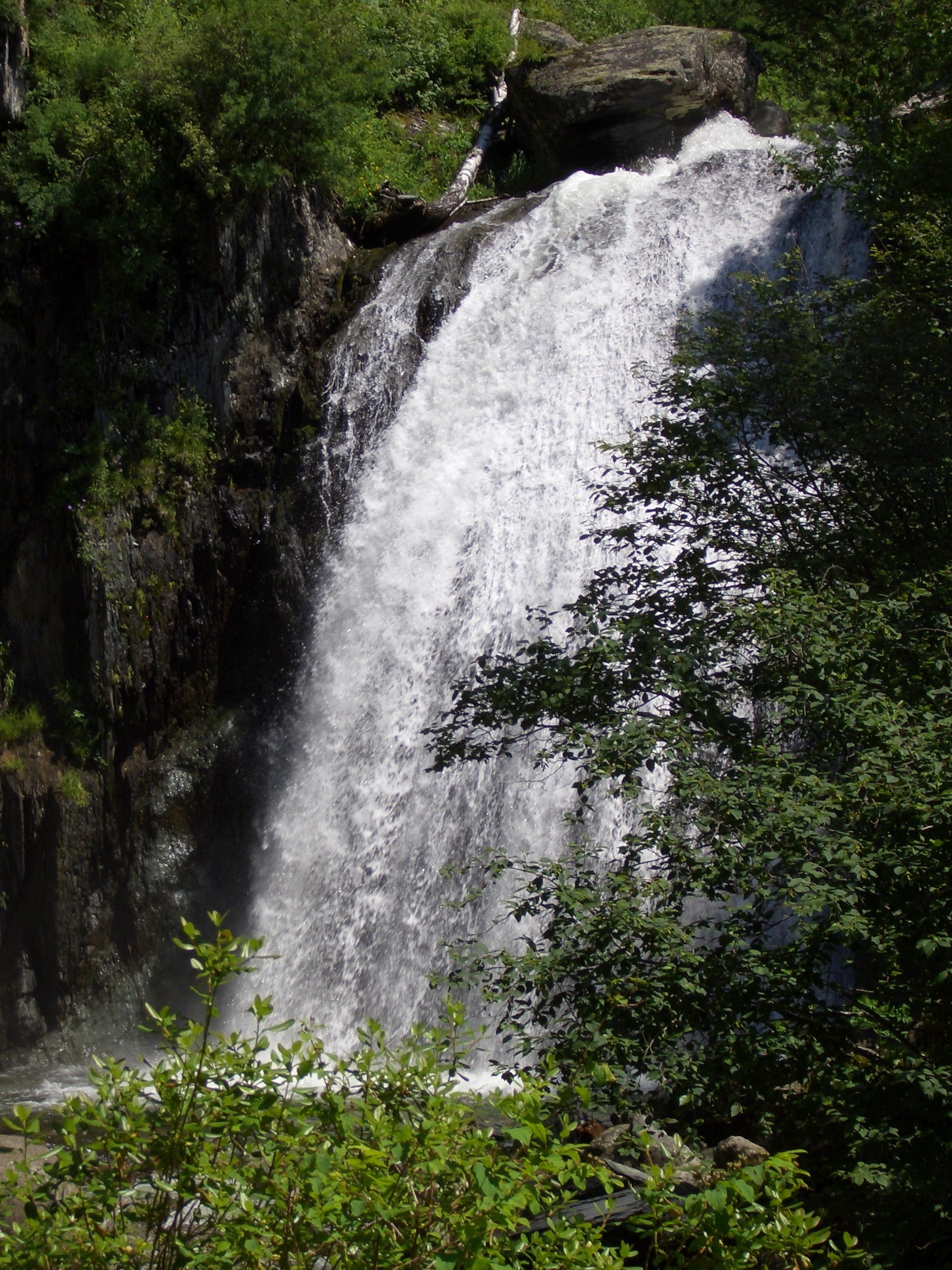
Cascade de Korbu